# 고다은
고다은(1988년 3월 3일 ~ )은 대한민국의 배우이다. 2010년 극단 청맥 굿닥터 재체기 이반처 役, 오디션 소녀 役 배우로 데뷔하였다.

## 학력
- 대진대학교 연극영화과 졸업

## 출연작

### TV드라마
- 2011년 CJ E&M  시트콤 10부작《센스있는 넌센스》 ...미리 역
- 2011년 MBC 월화드라마 《빛과 그림자》 ... 명희 친구 역
- 2012년 KBS2 드라마 스폐셜 2부작《인생에서 가장 빛나는 시간 》 ... 서연 친구 역
- 2013년 JTBC 주말드라마 《무자식 상팔자》 ... 오 간호사 역
- 2013년 MBC 월화드라마 《구가의 서》
- 2013년 MBC 일일드라마 《오로라 공주》
- 2013년 MBC 수목드라마 《메디컬 탑팀》 ... 재은 역
- 2014년 CJ E&M 시트콤 《감자별2013QR3》 ... 유선 역
- 2014년 SBS 수목드라마 《별에서 온 그대》
- 2014년 KBS 전원드라마 《산 너머 남촌에는 2》
- 2014년 SBS 월화드라마 《닥터 이방인》

### 영화
- 2011년 《가마고개》 ... 아씨 역 (단편 사극)
- 2012년 《청춘비망록》 ... 민지 역 (단편)
- 2012년 《IF 만약에》 ... 민지 역 (중국, 중편)
- 2012년 《신의 선물》 ... 젊은여자 역 (장편)
- 2012년 《가문의 귀환》 ... 딸기 역 (장편)
- 2012년 《수상한 그녀》 ... MC 역 (장편)
- 2013년 《기술자들》

### 광고 (CF)
- 2013년 한국 배 연합회